# Marco Fabián
 Marco Jhonfai Fabián de la Mora, né le 21 juillet 1989 à Tecalitlán, est un footballeur international mexicain jouant au poste de milieu offensif à Mazatlán FC.
Fabián a atteint la finale de la Copa Libertadores 2010 avec le club des Chivas de Guadalajara.

## Biographie

### Famille
Le père de Fabián est l'ancien footballeur puis entraîneur de football Marco Antonio Fabián Vázquez.

### Club

#### Chivas de Guadalajara
Marco Fabian fait sa première apparition avec son club des Chivas de Guadalajara le 10 novembre 2007 lors de la dernière journée d'Apertura contre les Jaguares. Alors âgé de 18 ans, il ne joue que 6 minutes. Deux mois plus tard, durant la troisième journée de Clasura face à Morelia, il joue son deuxième match professionnel et marque son premier but à la 50e minute. 
Il participe ensuite à plusieurs reprises à la Copa Libertadores et à la Copa Sudamericana. Devenant, en l'espace d'une saison, titulaire dans son club formateur, il devient au fil des saisons une icône dans son club et dans son pays. 
Marco participe à une victoire face au FC Barcelone le 4 août 2011 lors d'un match amical où il met le but égalisateur d'une longue frappe puis inscrit le but de la victoire d'une splendide retournée acrobatique pour un match qui se termine sur un 4-1 en faveur des Chivas.

#### CD Cruz Azul
Le 12 décembre 2013, son départ pour le club mexicain de Cruz Azul est officialisé  ; il s'agit d'un prêt d'un an avec option d'achat définitif.

#### Eintracht Francfort
Le 18 décembre 2015, la direction du club de Guadalajara annonce le départ de son joueur vers le club allemand de l'Eintracht Francfort. Le contrat signé par Fabián court jusqu'au 30 juin 2019. Il fait ses débuts en championnat lors d'un match à domicile contre Wolfsbourg en offrant une passe décisive à Alexander Meier. Il inscrit son premier but en septembre 2016 lors d'une victoire contre Leverkusen à domicile.

### Sélection nationale
Marco Fabián joue son premier match international le 25 janvier 2012 face au Venezuela.
Il remporte le Tournoi de qualification de la CONCACAF pour les Jeux olympiques 2012 tout en devenant le meilleur buteur du tournoi en compagnie de son compatriote Alan Pulido avec 5 réalisations chacun.
À la suite de cette qualification, il participe au Tournoi de Toulon 2012, qu'il remporte avec son pays et dans lequel il devient meilleur buteur du tournoi avec sept réalisations. Il égale ainsi le record de buts marqués d'Alan Shearer, en 1991. 
Il remporte ensuite le Tournoi masculin de football aux Jeux olympiques d'été de 2012 avec le Mexique après avoir inscrit un but.

## Palmarès

### En équipe nationale
- Vainqueur de la Gold Cup 2011 avec le Mexique
- Champion olympique du Tournoi masculin de football aux Jeux olympiques d'été de 2012 avec le Mexique olympique
- Vainqueur du Tournoi de Toulon 2012 avec le Mexique olympique

### En club
- Finaliste de la Copa Libertadores 2010 avec le Chivas de Guadalajara
- Vainqueur de la Ligue des champions de la CONCACAF en 2014 avec Cruz Azul
- Vainqueur de la Coupe d'Allemagne en 2018 avec l'Eintracht Francfort